# Christian Lindmeier
Christian Lindmeier (* 1961) ist ein deutscher Sonderpädagoge und Hochschullehrer an der Martin-Luther-Universität Halle-Wittenberg.

## Leben
Christian Lindmeier war Professor für Sonderpädagogik an der Universität Koblenz-Landau, Campus Landau. Er war Kursleiter in der Erwachsenenbildung mit Menschen mit Behinderung. Er leitet seit 2019 den Arbeitsbereich Pädagogik bei kognitiver Beeinträchtigung und den Arbeitsbereich Pädagogik im Autismus-Spektrum an der Martin-Luther-Universität Halle-Wittenberg.

## Schriften (Auswahl)
- Behinderung – Phänomen oder Faktum? Versuch einer Klärung. Bad Heilbrunn 1993.
- mit Bettina Lindmeier, Gaby Ryffel und Rick Skelton: Integrative Erwachsenenbildung mit Menschen mit geistiger Behinderung. Perspektiven und Praxis im internationalen Vergleich. Neuwied 2000.
- mit Bettina Lindmeier: Geistigbehindertenpädagogik. Berlin 2002.
- Biografiearbeit mit geistig behinderten Menschen. Ein Praxisbuch für Einzel- und Gruppenarbeit. Weinheim 2004.
- mit Bettina Lindmeier: Pädagogik bei Behinderung und Benachteiligung. Band I: Grundlagen. Stuttgart 2012.
- Differenz, Inklusion, Nicht/Behinderung. Grundlinien einer diversitätsbewussten Pädagogik. Stuttgart 2019.
- mit Kirsten Guthöhrlein und Désirée Laubenstein: Praxisbegleiter Inklusion: Teamentwicklung und Teamkooperation. Stuttgart 2019.
- mit Kirsten Guthöhrlein und Désirée Laubenstein: Praxisbegleiter Inklusion: Unterrichtsentwicklung und Unterrichtsgestaltung. Stuttgart 2020.